# Болгаро-ватиканские отношения
Болгаро-ватиканские отношения — двусторонние дипломатические отношения между Болгарией и Ватиканом. Отношения были официально установлены 6 декабря 1990 года, вскоре после падения болгарского коммунистического правительства. С тех пор отношения между Болгарией и Святым Престолом укрепились.
Ватикан имеет апостольскую нунциатуру в Софии (см. Апостольский нунций в Болгарии), тогда как Болгария имеет посольство недалеко от Ватикана в Риме. Нынешним послом Болгарии в Ватикане является Кирилл Топалов, а апостольским нунцием Ватикана является архиепископ Ансельмо Гвидо Пекорари. 

## История отношений
Два государства исторически имели далекие отношения из-за раскола между Римско-католической церковью и Восточной православной церковью. В средневековой истории контакты между Болгарией и Папской областью (формальным правопреемником которой является Ватикан) были ограничены. В 1925 году Анджело Ронкалли был отправлен в Королевство Болгария в качестве апостольского гостя Папой Пием XI, прежде чем был назначен апостольским делегатом в стране в 1931 году. Между Болгарским королевством и Святым Престолом никогда не было официальных дипломатических отношений, но правительство молчаливо признавало присутствие и работу Святого Престола внутри страны. В феврале 1949 года министерство иностранных дел Болгарской Народной Республики отменило всякое юридическое признание Святого Престола.
Вскоре после Второй мировой войны Коммунистическая партия Болгарии сначала проявила доброжелательность к католическим организациям в стране до подписания Парижского мирного договора, чтобы продемонстрировать свои демократические ценности западным союзникам. Но после подписания новое правительство начало репрессии против католических организаций, оправдывая это тем, что католическая церковь в Болгарии поддерживает реакционную антидемократическую оппозицию. На православной конференции в Москве в июле 1948 года они обвинили римский Святой Престол в поддержке итальянского фашизма и призвали к отмене конкордатов с католической церковью. В письме госсекретарю Ватикана, министр иностранных дел Васил Коларов заявил, что Болгария больше не признает Святой Престол и что его апостольская делегация не имеет юридического статуса.
Отношения между Ватиканом и Болгарией были напряжёнными в коммунистическую эпоху, хотя Агостино Казароли старался поддерживать отношения с некоторыми странами Восточного блока. Их отношения начали улучшаться в 1980-х годах до краха коммунизма, когда недавно образованная Республика Болгария потребовала восстановить дипломатические отношения с Ватиканом в декабре 1990 года. Министерство иностранных дел Болгарии предоставило католической церкви в Болгарии равные права в соответствии с закон в 1989 году в рамках процесса демократизации. Католическая церковь все еще сталкивалась с некоторыми проблемами в посткоммунистической Болгарии, но визит Папы Иоанна Павла II в 2002 году и усилия, предпринятые бывшим царем Болгарии, Симеон Саксен-Кобург-Готский помог улучшить положение католиков в стране.

## Папские визиты в Болгарию
- Иоанн Павел II
  - 23-26 мая 2002 года — София, Пловдив и Рильский монастырь
- Франциск
  - 5-7 мая 2019 года — София и Раковси[4]

## Дипломатические миссии
- У Ватикана есть апостольский нунций в Софии, Болгария[1]
- У Болгарии есть посольство недалеко от Ватикана в Риме, Италия[2]